# 울루루-카타추타 국립공원

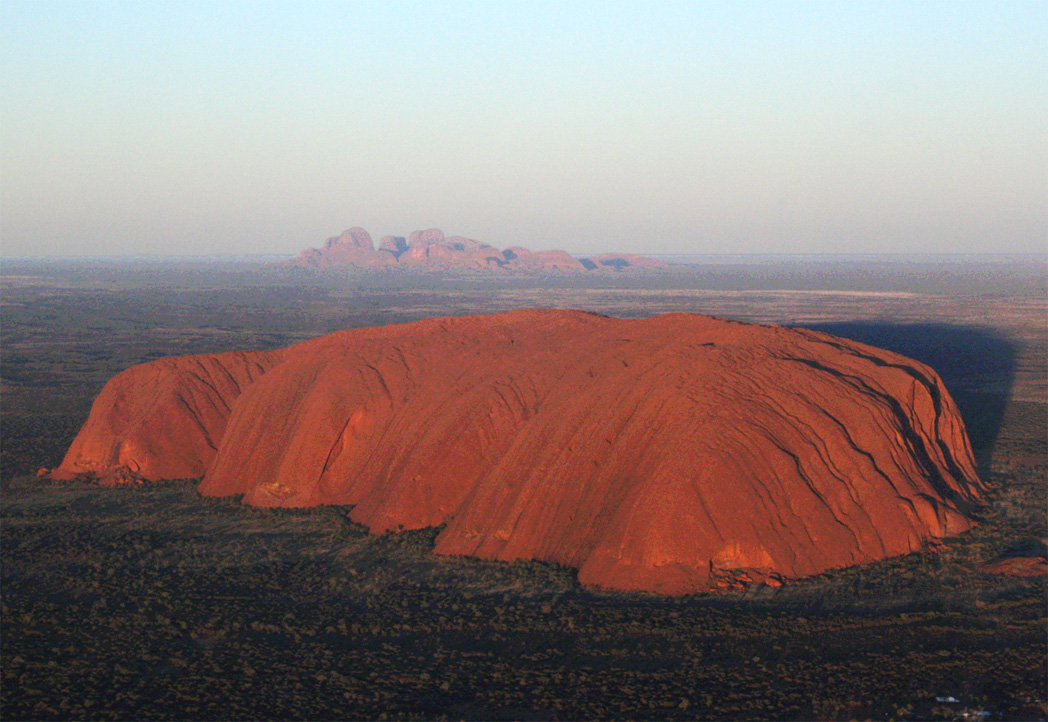

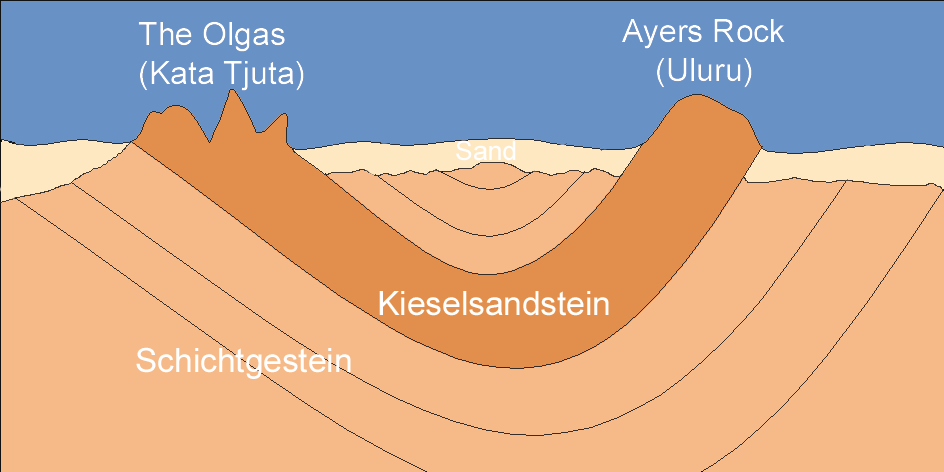
국립공원의 단면

울루루-카타추타 국립공원(Uluṟu-Kata Tjuṯa National Park)은 오스트레일리아 노던 준주의 보호 지역이다. 이 공원은 울루루와 카타추타의 본거장이다. 다윈으로부터 남쪽으로 1,943킬로미터, 앨리스스프링스로부터 남서쪽으로 440킬로미터 지점에 위치해 있다. 이 공원의 면적은 1,326킬로미터이며 공원의 이름은 울루루와 카타준타 지역의 이름을 따서 지어졌다. 유네스코 세계유산으로 등재되었다.

## 갤러리

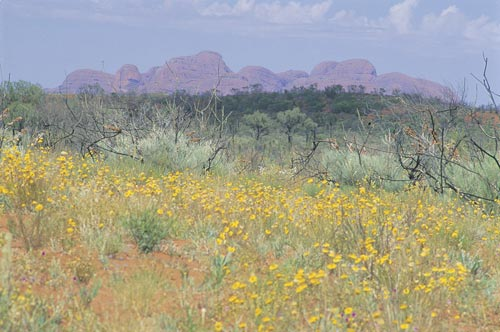
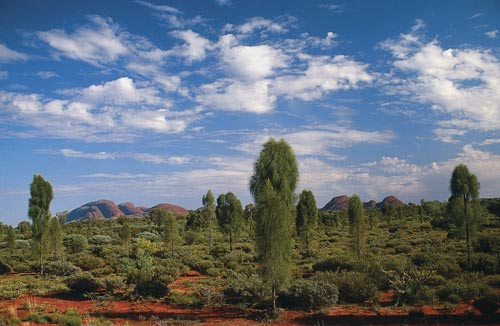
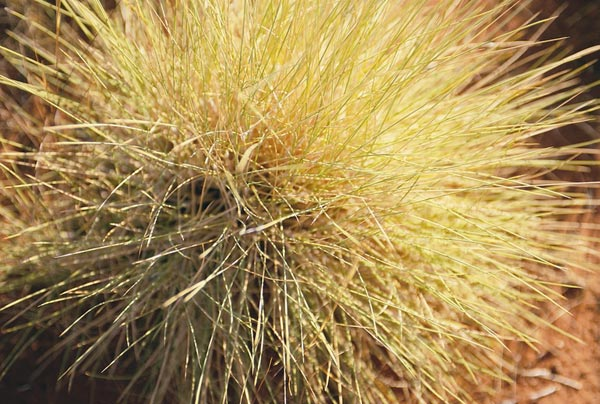

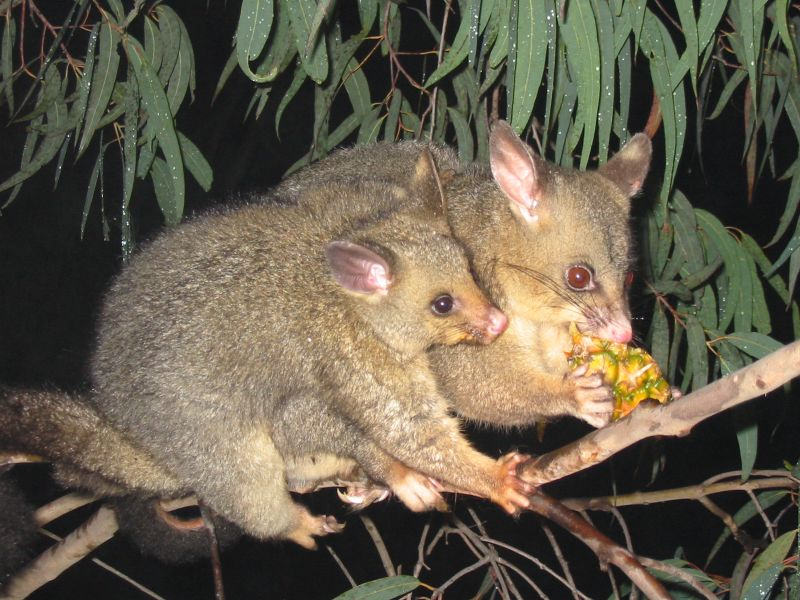
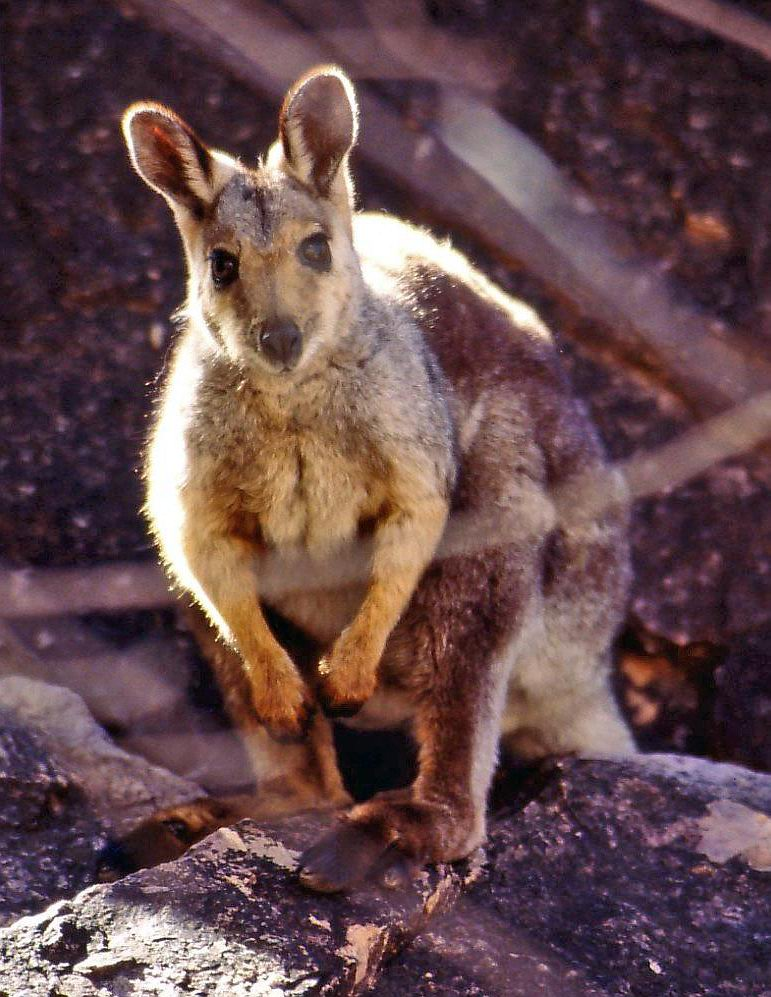
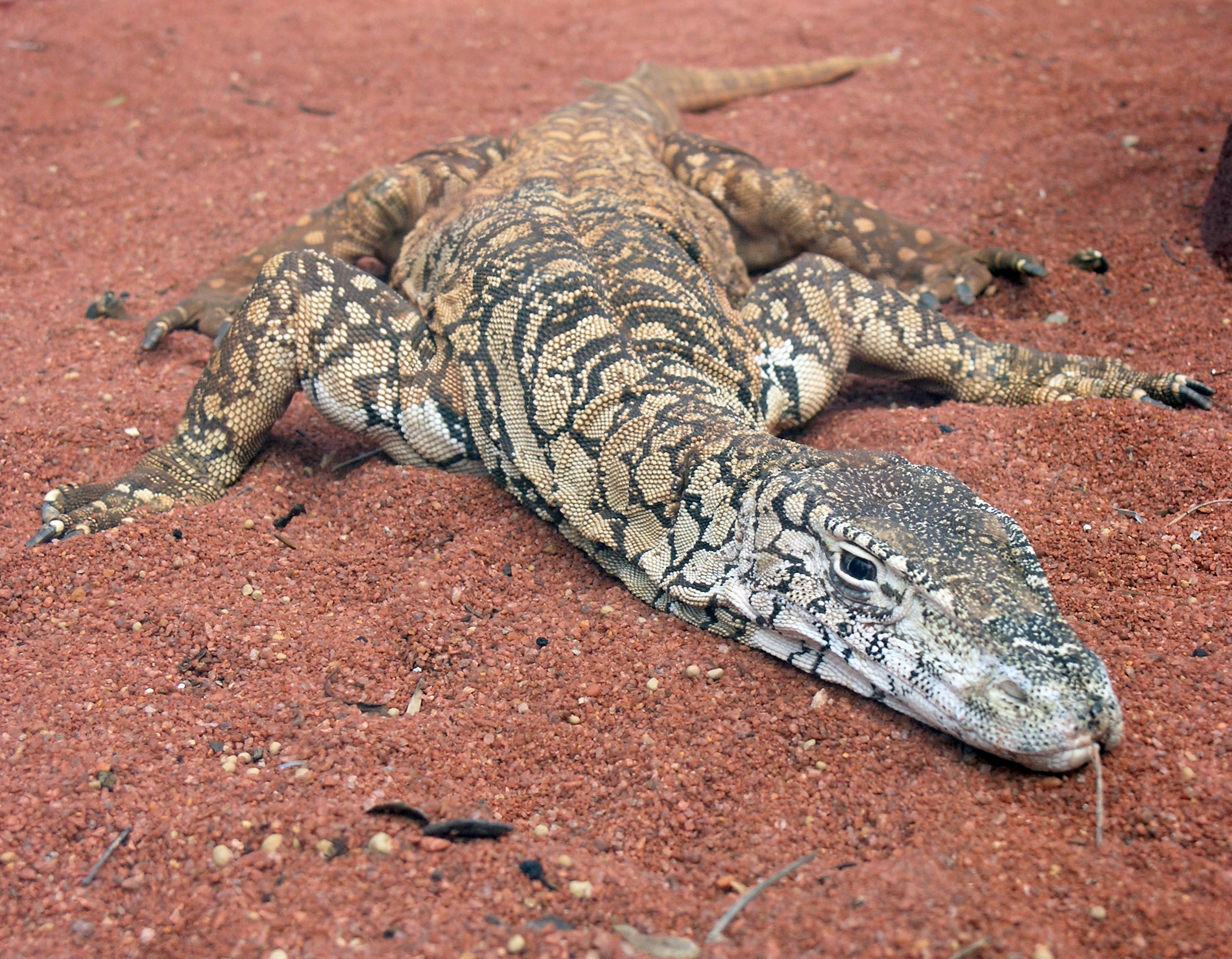

식물상
동물상